# 阿提贡山口
阿蒂贡山口（英語：Atigun Pass，/ˈætɪɡən/ AT-i-gən），海拔4,739英尺（1,444），是阿拉斯加布鲁克斯山脉的一座高山山口，位于迪特里希河的源头。这里是道尔顿公路穿越大陆分水岭的地方（位于244英里标记处），也是阿拉斯加全年维护的最高山口。阿蒂贡山口是布鲁克斯山脉中唯一有道路穿过的山口。该山口导致许多司机无法上路，也是冬季雪崩的发源地。
阿提贡因驾驶小型飞机穿越山口非常困难而在丛林飞行员中广为人知。阿纳克图沃克帕斯山口被认为是更安全的飞行路线。